# Karl August Bauer
Karl August Bauer (* 23. April 1799; † 17. Februar 1854) war ein württembergischer Landtagsabgeordneter.

## Leben
Karl August Bauer arbeitete als Verwaltungsaktuar in Blaubeuren. Von 1845 bis 1848 gehörte er als Abgeordneter des Oberamts Blaubeuren dem württembergischen Landtag an. 